# الكيل
الكيل والمكيال اسم يعم جميع ما تعاير به المكيلات فمكيال على وزن مفعال والكيل اصله مصدر كالطعام يكيل كيلا بمعنى وزن.
وكانت مكايل عدة في العصور الإسلامية منها: مد، القسط، كيلجة، صاع، مختوم، مكوك، حجاجي، فرق، ويبة، هشاميُّ، قفيز، عرق، مكتل، مدي، إردب، جريب، الوَسِق، الكُرُّ.قنقل، الحِلاب، العًسًّ، النصيف، السّندرة، الفالج أو الفلج،الرطل، الملحم، القباع، المن والمنى، زيادي (مكيال), خالدي (مكيال), قب.
ثم هناك بعض الموازين مع اجزاءها وهي ميزان، قيراط، دانق، درهم، دينار، نواة، نش، اوقية، رطل، من، منى، قنطار، بهار، مثقال. 

## الكيل فيالقرآن الكريم
- قال تعالى:«إذا كالوهم أو وزنوهم يُخسرون» (سورة المطففين: 3)
- وقال تعالى: «وأوفوا الكيل إذا كلتم وزنوا بالقسطاس المستقيم» (سورة الإسراء: 35).
- وقال تعالى «وأوفوا الكيل والميزان بالقسط» (سورة الانعام: 152).

## المصدر
حقيقة الدينار والدرهم والصاع والمد لأبي العباس أحمد العزفي السبتي.